# Liste des publications dérivées de Girls und Panzer
Cette page contient une liste des publications dérivées de l'anime Girls und Panzer. Elle contient l'ensemble des différents mangas, light novels, mook ou autres formes de littérature, que ce soit des spin-offs, préquelles ou autres.

## Mangas

### Girls und Panzer
Du 5 juin 2012 au 5 mars 2014, le magazine Monthly Comic Flapper publie une adaptation en manga de l'anime.
Le manga est diffusé aux États-Unis par Seven Seas Entertainment et en Allemagne par Egmont Manga & Anime.
| no | Japonais          | Japonais          | Anglais           | Anglais           |
| no | Date de sortie    | ISBN              | Date de sortie    | ISBN              |
| --- | ----------------- | ----------------- | ----------------- | ----------------- |
| 1 | 21 septembre 2012 | 978-4-0406-7568-8 | 3 juin 2014       | 978-1-626920-56-9 |
| Liste des chapitres : - Chapitre 1 : わたしの戦車道 その1 - Chapitre 2 : わたしの戦車道 その2 - Chapitre 3 : やります！練習試合!! - Chapitre 4 : 強いです！聖グロリアーナ女学院!! |                   |                   |                   |                   |
| 2 | 23 février 2013   | 978-4-0406-7569-5 | 23 septembre 2014 | 978-1-626920-64-4 |
| Liste des chapitres : - Chapitre 5 : 起死回生！もっとこそこそ作戦!! - Chapitre 6 : 始まってます！全国大会!! - Chapitre 7 : 2回戦！アンツィオ高校です!! - Chapitre 8 : 峠です！激闘です!! - Chapitre 9 : 2回戦！決着です!! |                   |                   |                   |                   |
| 3 | 21 septembre 2013 | 978-4-0406-7569-5 | 6 janvier 2015    | 978-1-626921-01-6 |
| Liste des chapitres : - Chapitre 10 : 準決勝直前ですっ!! - Chapitre 11 : 準決勝プラウダ戦！開始ですっ!! - Chapitre 12 : 絶体絶命！大ピンチですっ!! - Chapitre 13 : 隊長！踊りますっ!! - Chapitre 14 : プラウダ戦！決着ですっ!! |                   |                   |                   |                   |
| 4 | 23 avril 2014     | 978-4-0406-6548-1 | 9 juin 2015       | 978-1-626921-53-5 |
| Liste des chapitres : - Chapitre 15 : 新メンバー！決勝戦直前ですっ!! - Chapitre 16 : 第16話 来ました！東富士演習場っ!! - Chapitre 17 : 黒森峰電撃戦！いきなりピンチですっ!! - Chapitre 18 : 激闘です！二〇七地点っ!! - Chapitre 19 : 1年生！大変ですっ!! - Chapitre 20 : 鉄壁です！陸の要塞マウス!! - Chapitre final : これがわたし達の戦車道!! |                   |                   |                   |                   |

### Girls und Panzer: Little Army
Girls und Panzer: Little Army (ガールズ&パンツァー リトルアーミー) est un spin off dessiné par Tsuchii et publié en série par Media Factory dans leur magazine Monthly Comic Alive du 27 juin 2012 au 26 janvier 2013.
Le manga est une préquelle de la série originale puisqu'elle suit le personnage de Miho, alors écolière, et ses premiers contacts avec le sensha-dō.
| no                                                                | Japonais        | Japonais          | Anglais          | Anglais           |
| no                                                                | Date de sortie  | ISBN              | Date de sortie   | ISBN              |
| ----------------------------------------------------------------- | --------------- | ----------------- | ---------------- | ----------------- |
| 1                                                                 | 23 octobre 2012 | 978-4-0406-7872-6 | 16 décembre 2014 | 978-1-626920-92-7 |
| Liste des chapitres : Chapitre 1 Chapitre 2 Chapitre 3 Chapitre 4 |                 |                   |                  |                   |
| 2                                                                 | 23 février 2013 | 978-4-0406-7873-3 | 10 mars 2015     | 978-1-626921-18-4 |
| Liste des chapitres : Chapitre 5 Chapitre 6 Chapitre 7 Chapitre 8 |                 |                   |                  |                   |

### Girls und Panzer: Little Army II
| no | Japonais        | Japonais          |
| no | Date de sortie  | ISBN              |
| --- | --------------- | ----------------- |
| 1 | 22 août 2015    | 978-4-0406-7594-7 |
| Liste des chapitres : - Chapitre 1 - Chapitre 2 - Chapitre 3 - Chapitre 4                                      |                 |                   |
| 2 | 23 janvier 2016 | 978-4-0406-8203-7 |
| Liste des chapitres : - Chapitre 5 - Chapitre 6 - Chapitre 7 - Chapitre 8 - Omake (おまけ)                     |                 |                   |
| 3 | 23 avril 2016   | 978-4-0406-8239-6 |
| Liste des chapitres : - Chapitre 9 - Chapitre 10 - Chapitre 11 - Chapitre 12 - Omake (おまけ) - Support (応援) |                 |                   |

### Girls und Panzer: Motto Love Love Sakusen Desu!
| no | Japonais          | Japonais          |
| no | Date de sortie    | ISBN              |
| --- | ----------------- | ----------------- |
| 1 | 23 octobre 2013   | 978-4-0406-7561-9 |
| Liste des chapitres : - Chapitre 1 始まります！ - Chapitre 2 : プラウダです！ - Chapitre 2.5 : みんなの日常です！ - Chapitre 3 : 大洗の夏です！ - Chapitre 4 : もっと大洗の夏です！ - Chapitre 5 : ティータイムオブグロリアーナです！ - Omake 1 : WEB出張版です！ - Omake 2 : ニーナの憂鬱です！ |                   |                   |
| 2 | 23 avril 2014     | 978-4-0406-6541-2 |
| Liste des chapitres : - Chapitre 6 : 大洗女子対策会議です！ - Chapitre 6.5 : 親睦会です！ - Chapitre 7 : 秋の風紀取締り週間です！ - Chapitre 8 : ダイエット作戦です！ - Chapitre 9 : クリスマスです！ - Chapitre 10 : 大洗女子高校38(t)ヘッツァー装填手殺人事件です！ - Chapitre 11 : ノーブル姉妹湯煙旅情編です！ - Chapitre 12 : 迷子です！" - Omake 1 : WEB出張版です！その1 - Omake 2 : WEB出張版です！その2 - Omake 3 : あんこう祭・ウォーです！                                                 |                   |                   |
| 3 | 23 octobre 2014   | 978-4-0406-6874-1 |
| Liste des chapitres : - Chapitre 13 : 未来予想図です！ - Chapitre 13.5 : ノンナ日記です！ - Chapitre 14 : デート日和です！ - Chapitre 15 : 告白作戦です！ - Chapitre 16 : 第17話 アンツィオ日和です！ - Chapitre 17 : 続・アンツィオ日和です！ - Chapitre 18 : カチューシャの肖像です！ - Omake 1 : WEB出張版です！ - Omake 2 : WEB出張版 アンツィオスペシャルです！ - Omake 3 : メイキングオブらぶらぶ作戦です！ - Omake 4 : ジャッジメントです！                                                    |                   |                   |
| 4 | 23 mai 2015       | 978-4-0406-7521-3 |
| Liste des chapitres : - Chapitre 19 : サンダースです！ - Chapitre 19.5 : クリスマス・イン・サンダースです！ - Chapitre 20 : れま子の恩返しです！ - Chapitre 21 : ピンチ！自動車部です！ - Chapitre 22 : バレンタイン・黒森峰です！ - Chapitre 23 : 冬のプラウダです！ - Chapitre 24 : 巨大アライッペ対大洗戦車隊です！ - Omake 1 : WEB出張版です！ - Omake 2 : WEB出張版です！ - Omake 3 : ミニペコ。 - Omake 4 : 映像特典：NG場面集です！                                                            |                   |                   |
| 5 | 21 novembre 2015  | 978-4-0406-7842-9 |
| Liste des chapitres : - Chapitre 25 : 泳げアンチョビ！です！ - Chapitre 26 : M3を取り戻せ一です！ - Chapitre 27 : ダージリン様ご訪問です！ - Chapitre 28 : 柚子桃合戦...？ - Chapitre 29 : 真夏の納涼！怪談大会です！ - Chapitre 30 : 奔れ、ハ九式！ - Omake 1 : WEB出張版です！ - Omake 2 : WEB出張版です！ - Omake 3 : ミニペパ？ - Omake 4 : 奥様それは...!! です！ |                   |                   |
| 6 | 23 avril 2016     | 978-4-0406-8256-3 |
| Liste des chapitres : - Chapitre 31 : ライバルは宝物です！ - Chapitre 32 : 私らしく...？です！ - Chapitre 33 : ああっお母様っ？です！ - Chapitre 34 : 我ラ知波単少女戦車隊デス！ - Chapitre 35 : ミッドナイト・ミカです！ - Chapitre 36 : ああっお母様方？です！ - Chapitre 37 : カチューシャ日記です！〜第二章〜 - Omake 1 : WEB出張版です！その1 - Omake 2 : WEB出張版です！その2 - Omake 3 : 吾輩はマコである - Omake 4 : 初心者のためのガールズ＆パンツァー - Omake 5 : ジャッジメントです！その2 |                   |                   |
| 7 | 22 octobre 2016   | 978-4-0406-8561-8 |
| Liste des chapitres : - Chapitre 39 : ひょっこり知波単島であります！ - Chapitre 40 : 追跡・ダージリン様！ですわ - Chapitre 41 : ボコといっしょ！です！ - Chapitre 42 : 歴女の日々です！ - Chapitre 43 : カチューシャ・オブ・ザ・デッドです！ - Chapitre 44 : ようこそ知波単であります！ - Omake 1 : WEB出張版です！その1 - Omake 2 : WEB出張版です！その2 - Omake 3 : ミニパッチョ襲来！ - Omake 4 : また、あの子です！                                                                               |                   |                   |
| 8 | 22 avril 2017     | 978-4-0406-9168-8 |
| Liste des chapitres : - Chapitre 45 : 嘆きのバミューダアタックです！ - Chapitre 46 : 安斎千代美の憂鬱です！ - Chapitre 47 : ダージリンのおくりものです！ - Chapitre 48 : おばあといっしょです！ - Chapitre 49 : 五十鈴生徒会です！ - Chapitre 50 : すぱボコリぞーとです！ - Omake 1 : WEB出張版です！その1 - Omake 2 : WEB出張版です！その2 - Omake 3 : 強襲！ありす - Omake 4 : しぱちよ作戦です！                                                                                                   |                   |                   |
| 9 | 22 novembre 2017  | 978-4-0406-9486-3 |
| Liste des chapitres : - Chapitre 51 : エリカレーの日です！ - Chapitre 51.5 : 黒森峰ブレイクです！ - Chapitre 52 : ローズヒップの受難ですわ！ - Chapitre 53 : 未知との遭遇です！ - Chapitre 54 : 神々の黄昏です！ - Chapitre 55 : ジャッジメント・ホリデーです！ - Chapitre 56 : 愛里寿・イン・アンツィオランドです！ - Omake 1 : WEB出張版です！その1 - Omake 2 : WEB出張版です！その2 - Omake 3 : ヒ〜ップ!! ですわ！ - Omake 4 : 今日もエリカレーの日です！                                         |                   |                   |
| 10 | 23 mai 2018       | 978-4-0406-9838-0 |
| Liste des chapitres : - Chapitre 57 : 宝島...？です！ - Chapitre 57.5 : どん底にご用心です！ - Chapitre 58 : 月刊漫画チハタンであります！ - Chapitre 59 : クラーラ、鍛錬の日々です！ - Chapitre 60 : 女王様は自由です！ - Chapitre 61 : マリーよ永遠に...です！ - Chapitre 62 : カバさんチーム高知上陸作戦です！ - Omake 1 : WEB出張版です！その1 - Omake 2 : WEB出張版です！その2 - Omake 3 : 紅茶の精霊さんです！ - Omake 4 : サメさんの水あそびです！                                              |                   |                   |
| 11 | 21 novembre 2018  | 978-4-0406-5179-8 |
| Liste des chapitres : - Chapitre 63 : 大洗ドラフト会議です！ - Chapitre 64 : 船底からの刺客です！ - Chapitre 65 : 福田、春の嵐であります！ - Chapitre 66 : サウナ脱出大作戦です！ - Chapitre 67 : 台風グロリアーナです！ - Chapitre 68 : ポートレートです！ - Omake 1 : WEB出張版です！その1 - Omake 2 : WEB出張版です！その2 - Omake 3 : 初めてのおつかいです！ - Omake 4 : バー・オブ・オバァです！ - Omake 5 : 巻末とくべつ付録 たのしい！サメさんチームトントンずもう!!                           |                   |                   |
| 12 | 23 août 2019      | 978-4-0406-5708-0 |
| 13 | 23 décembre 2019  | 978-4-0406-4144-7 |
| 15 | 21 janvier 2021   | 978-4-0406-5958-9 |
| 16 | 23 juin 2021      | 978-4-0468-0474-7 |
| 16 | 23 juin 2021      | 978-4-0468-0474-7 |
| 17 | 21 janvier 2022   | 978-4-0468-0949-0 |
| 18 | 23 juillet 2022   | 978-4-0468-1439-5 |
| 19 | 21 février 2023   | 978-4-0468-2064-8 |
| 20 | 22 septembre 2023 | 978-4-0468-2728-9 |
| 21 | 23 mars 2024      | 978-4-0468-3352-5 |
| 22 | 23 août 2024      | 978-4-04-683836-0 |
| 23 | 22 mars 2025      | 978-4-04-684767-6 |

### Girls und Panzer: Ribbon Warrior
| no | Japonais          | Japonais          |
| no | Date de sortie    | ISBN              |
| --- | ----------------- | ----------------- |
| 1 | 23 février 2015   | 978-4-0406-7268-7 |
| Liste des chapitres : - Chapitre 1 : 私の一番の友達の話をしよう - Chapitre 2 : ふたりの出会い - Chapitre 3 : ふたりの轡 - Chapitre 4 : 百足組、参る！                            |                   |                   |
| 2 | 23 juin 2015      | 978-4-0406-7541-1 |
| Liste des chapitres : - Chapitre 5 : 敵を知り、己を知れば... - Chapitre 6 : 戦車は詭道なり - Chapitre 7 : 強襲戦車競技の洗礼 - Chapitre 8 : 心臓の継承                           |                   |                   |
| 3 | 21 novembre 2015  | 978-4-0406-7846-7 |
| Liste des chapitres : - Chapitre 9 : 大洗、晩夏の挑戦 - Chapitre 10 : 決戦の奉納 - Chapitre 11 : ヤイカの戦い（前編） - Chapitre 12 : ヤイカの戦い（後編）                       |                   |                   |
| 4 | 23 avril 2016     | 978-4-0406-8244-0 |
| Liste des chapitres : - Chapitre 13 : 竪琴高校のアウンさん（前編） - Chapitre 14 : 堅琴高校のアウンさん（後編） - Chapitre 15 : 逆撃の黒森峰・1 - Chapitre 16 : 逆撃の黒森峰・2  |                   |                   |
| 5 | 23 septembre 2016 | 978-4-0406-8537-3 |
| Liste des chapitres : - Chapitre 17 : 逆撃の黒森峰・3 - Chapitre 18 : 逆撃の黒森峰・4 - Chapitre 19 : 逆撃の黒森峰・5 - Chapitre 20 : 逆撃の黒森峰・6                            |                   |                   |
| 6 | 23 février 2017   | 978-4-0406-9018-6 |
| Liste des chapitres : - Chapitre 21 : 逆撃の黒森峰・7 - Chapitre 22 : ダージリン現る - Chapitre 23 : それぞれの想い - Chapitre 24 : ウシュカの想い                               |                   |                   |
| 7 | 22 juin 2017      | 978-4-0406-9300-2 |
| Liste des chapitres : - Chapitre 25 : 全戦車入場!! - Chapitre 26 : 全戦車入場 - Chapitre 27 : オレンジペコの戦い - Chapitre 28 : アウンさんvs西住仮面                            |                   |                   |
| 8 | 22 décembre 2017  | 978-4-0406-9300-2 |
| Liste des chapitres : - Chapitre 29 : 策士・赤星小梅 - Chapitre 30 : 西とミカ - Chapitre 31 : ニーナ＆アリーナ奮闘す - Chapitre 32 : 佐渡島の戦い                                |                   |                   |
| 9 | 23 mai 2018       | 978-4-0406-9875-5 |
| Liste des chapitres : - Chapitre 33 : 一夜の強敵の語らい - Chapitre 34 : 小諸の死闘・1 - Chapitre 35 : 小諸の死闘・2 - Chapitre 36 : 小諸の死闘・3                               |                   |                   |
| 10 | 23 octobre 2018   | 978-4-0406-5202-3 |
| Liste des chapitres : - Chapitre 37 : 小諸の死闘・4 - Chapitre 38 : 小諸の死闘・5 - Chapitre 39 : 小諸の死闘・6 - Chapitre 40 : 小諸の死闘・7                                    |                   |                   |
| 11 | 23 mars 2019      | 978-4-0406-5573-4 |
| Liste des chapitres : - Chapitre 41 : 小諸の死闘・8 - Chapitre 42 : 小諸の死闘・9 - Chapitre 43 : 小諸の死闘・10 - Chapitre 44 : 小諸の死闘・11                                  |                   |                   |
| 12 | 23 août 2019      | 978-4-0406-5886-5 |
| Liste des chapitres : - Chapitre 45 : 生ける伝説 - Chapitre 46 : みんな不器用 - Chapitre 47 : 名寄の戦い・1 - Chapitre 48 : 名寄の戦い・2                                        |                   |                   |
| 13 | 23 janvier 2020   | 978-4-0406-4282-6 |
| Liste des chapitres : - Chapitre 49 : 名寄の戦い・3 - Chapitre 50 : 名寄の戦い・4 - Chapitre 51 : 名寄の戦い・5 - Chapitre 52 : ボコミュージアムにて                             |                   |                   |
| 14 | 23 juin 2020      | 978-4-0406-4681-7 |
| Liste des chapitres : - Chapitre 53 : 潜入！大洗女子学園艦・1 - Chapitre 54 : 潜入！大洗女子学園艦・2 - Chapitre 55 : 潜入！大洗女子学園艦・3 - Chapitre 56 : この戦車では勝てぬ |                   |                   |
| 15 | 21 novembre 2020  | 978-4-0406-5982-4 |
| Liste des chapitres : - Chapitre 57 : 対決！西住みほ・1 - Chapitre 58 : 対決！西住みほ・2 - Chapitre 59 : 対決！西住みほ・3 - Chapitre 60 : 対決！西住みほ・4                    |                   |                   |
| 16 | 23 avril 2021     | 978-4-0468-0352-8 |
| Liste des chapitres : - Chapitre 61 : 対決！西住みほ・5 - Chapitre 62 : 対決！西住みほ・6 - Chapitre 63 : 対決！西住みほ・7 - Chapitre final : 百足組の旅は続                    |                   |                   |

### Fierce Fight! It's the Maginot Battle!
| no | Japonais          | Japonais          |
| no | Date de sortie    | ISBN              |
| --- | ----------------- | ----------------- |
| 1 | 23 mars 2015      | 978-4-0406-7501-5 |
| Liste des chapitres : - Chapitre 1 : 模擬戦 - Chapitre 2 : マジノ女学院 - Chapitre 3 : マジノ女学院の戦車道 - Chapitre 4 : 第4話 マドレーヌ - Chapitre 5 : 試合開始！                           |                   |                   |
| 2 | 19 septembre 2015 | 978-4-0406-7819-1 |
| Liste des chapitres : - Chapitre 6 : アミアミ作戦！ - Chapitre 7 : バトンタッチ作戦！ - Chapitre 8 : 一進一退 - Chapitre 9 : IV号vs.ソミュアS35 - Chapitre final : そして全国大会の舞台へ...... |                   |                   |

### Phase Erika
| no | Japonais          | Japonais          |
| no | Date de sortie    | ISBN              |
| --- | ----------------- | ----------------- |
| 1 | 23 février 2017   | 978-4-0406-8824-4 |
| Liste des chapitres : - Chapitre 1 : 憧れの黒森峰 - Chapitre 2 : 不協和音... - Chapitre 3 : 不協和音... - Chapitre 4 : ふたつの傷痕 |                   |                   |
| 2 | 23 septembre 2017 | 978-4-0406-9378-1 |
| Liste des chapitres : - Chapitre 5 : 胎動 - Chapitre 6 : 接触 - Chapitre 7 : 補欠のレイラ - Chapitre 8 : 回り始める歯車             |                   |                   |
| 3 | 23 avril 2018     | 978-4-0406-9835-9 |
| Liste des chapitres : - Chapitre 9 : 継続の罠 - Chapitre 10 : T-28 BT-42継続の2輌 - Chapitre 11 : - Chapitre final : ここは黒森峰   |                   |                   |

### Girls und Panzer Comic Anthology
| no | Japonais         | Japonais          |
| no | Date de sortie   | ISBN              |
| --- | ---------------- | ----------------- |
| 1 | 23 octobre 2013  | 978-4-0406-8262-4 |
| Liste des chapitres : - Chapitre 1 : ガールズ＆パンツァーinヴィレル・ボカージュ - Chapitre 2 : ほっかほか作戦です！ - Chapitre 3 : 大洗の日常 - Chapitre 4 : 長女はいつだって損な役なのだ。 - Chapitre 5 : - Chapitre 6 : みほ日記 - Chapitre 7 : ある朝の冷泉さん - Chapitre 8 : 整備道 - Chapitre 9 : 激突バリボーマン！廃部の危機を救え！の巻 - Chapitre 10 : 危険な関係①② - Chapitre 11 : 突撃!! ゆかりスクープ - Chapitre 12 : 一歩前へ - Chapitre 13 : ガールズ＆パンツァー1966 "Full Charge!! Pivot Turn!" - Chapitre 14 : ウサギのガルパン |                  |                   |
| 2 | 22 novembre 2014 | 978-4-0406-6882-6 |
| Liste des chapitres : - Chapitre 15 : エリカの誇り - Chapitre 16 : これが本当の祝勝会です!? - Chapitre 17 : 暮れの元気なご挨拶 - Chapitre 18 : ママ＆パンツァーです！ - Chapitre 19 : 小麦色の戦車道です！ - Chapitre 20 : アヒルさんチームの戦車道 - Chapitre 21 : クラースナヤ・ニートカ - Chapitre 22 : 受け継がれる戦車道 |                  |                   |

### Girls und Panzer Comic Anthology Side
| no | Japonais                                                              | Japonais         | Japonais          |
| no | Titre                                                                 | Date de sortie   | ISBN              |
| --- | --------------------------------------------------------------------- | ---------------- | ----------------- |
| 1 | ガールズ＆パンツァー コミックアンソロジー SIDE:聖グロリアーナ女学院   | 23 octobre 2013  | 978-4-0406-8262-4 |
| Liste des chapitres : - Chapitre 1 : 戦車ケーキを知ってる？ - Chapitre 2 : - Chapitre 3 : ダージリン様は揺るがない - Chapitre 4 : - Chapitre 5 : グロリアーナでおもてなし - Chapitre 6 : 甘い紅茶はお好き？ - Chapitre 7 : 再戦です！ - Chapitre 8 : 卓上の戦い - Chapitre 9 : お茶めなイギリスとお菓子なアメリカ - Chapitre 10 : ヒュ〜！ドロドロ作戦です！ - Chapitre 11 : コダワリノ理由 - Chapitre 12 : 紅茶欠乏症候群 - Chapitre 13 : うっかりティータイムです！ - Chapitre 14 : グロリアーン - Chapitre 15 : 紅茶なひととき |                                                                       |                  |                   |
| 2 | ガールズ＆パンツァー コミックアンソロジー SIDE:サンダース大学付属高校 | 24 janvier 2015  | 978-4-7580-0842-6 |
| Liste des chapitres : - Chapitre 16 : GOGO！サンダース！ - Chapitre 17 : - Chapitre 18 : - Chapitre 19 : 学食品評会です！ - Chapitre 20 : 潜入大作戦 - Chapitre 21 : - Chapitre 22 : ライバルです！ - Chapitre 23 : 沙織と麻子の恋愛♡相談室 - Chapitre 24 : サンダース・バレー - Chapitre 25 : ミッション・イン・パッシブ - Chapitre 26 : 温泉プラシーボ - Chapitre 27 : 心の旗 - Chapitre 28 : にゃーにゃ一作戦です！ - Chapitre 29 : みんなでサンダース！ - Chapitre 30 : アリサちゃんオシオキ作戦です！ |                                                                       |                  |                   |
| 3 | ガールズ＆パンツァー コミックアンソロジー SIDE:アンツィオ高校         | 14 mai 2015      | 978-4-7580-0850-1 |
| Liste des chapitres : - Chapitre 31 : 統師とゆかいな仲間たち - Chapitre 32 : これが妄想の決勝戦です！ - Chapitre 33 : 追跡！カバさんチーム - Chapitre 34 : 干し芋を食べながら - Chapitre 35 : アンツィオは一日にしてならず - Chapitre 36 : 我々は強くてうまい!! - Chapitre 37 : 昨日の敵は今日の友 - Chapitre 38 : 緊急!! アンツィオ特番！ - Chapitre 39 : えーえふぶい！ - Chapitre 40 : これが本当の出稼ぎです！ - Chapitre 41 : グラッツェドゥーチェ！ - Chapitre 42 : ピゥヴェロチタ！ - Chapitre 43 : 快適な戦車生活 - Chapitre 44 : 姐さんのためにっ！ - Chapitre 45 : 乙女チック♡アンチョビ - Chapitre 46 :                       |                                                                       |                  |                   |
| 4 | ガールズ＆パンツァー コミックアンソロジー SIDE:プラウダ高校           | 31 août 2015     | 978-4-7580-0862-4 |
| Liste des chapitres : - Chapitre 47 : 言いたかったこと - Chapitre 48 : プラウダの夏休み - Chapitre 49 : - Chapitre 50 : ガールズミッション - Chapitre 51 : アルージュウブラル - Chapitre 52 : カチューシャ式人心掌握術！ - Chapitre 53 : 鉄の顎 - Chapitre 54 : カチューシャおみまいできるかな？ - Chapitre 55 : よい子のボルシチタイム - Chapitre 56 : カチューシャの戦争と平和 - Chapitre 57 : 大型新人スカウト大作戦です！ - Chapitre 58 : 素No!! うお一!! - Chapitre 59 : ノンナのお・も・て・な・し - Chapitre 60 : 姐さんのためにっ！ - Chapitre 61 : 3年目のサボタージュ - Chapitre 62 : 進撃のカチューシャ                       |                                                                       |                  |                   |
| 5 | ガールズ＆パンツァー コミックアンソロジー SIDE:黒森峰女学園           | 25 décembre 2015 | 978-4-7580-0876-1 |
| Liste des chapitres : - Chapitre 63 : 不器用な後輩たち - Chapitre 64 : - Chapitre 65 : 熊本戦線異状アリ - Chapitre 66 : もりっとみねみね - Chapitre 67 : 副隊長との因縁です！ - Chapitre 68 : シュヴァルツコープス - Chapitre 69 : クリスマスデート - Chapitre 70 : 愛の戦車喫茶ルクレール - Chapitre 71 : 我ら大洗視察団 - Chapitre 72 : カレー味の友情 - Chapitre 73 : パンツァーゲームウォー - Chapitre 74 : ふたりのキョリ - Chapitre 75 : これが西住流！ - Chapitre 76 : 女子の問題はだいたい戦車で解決する - Chapitre 77 : お花見会議です - Chapitre 78 : ミチ                                                                     |                                                                       |                  |                   |
| 6 | ガールズ＆パンツァー コミックアンソロジー SIDE:知波単学園             | 6 mai 2016       | 978-4-7580-0896-9 |
| Liste des chapitres : - Chapitre 79 : お茶会ご招待 - Chapitre 80 : 秋山優花里の西絹代調査レポート - Chapitre 81 : 知らねーけど波は好きだぜ単純だからよ - Chapitre 82 : 第3回隊長殿のお誕生日会サプライズ進捗報告会 - Chapitre 83 : 超リベロ - Chapitre 84 : 突撃であります！ - Chapitre 85 : 転進・大洗へ！ - Chapitre 86 : 西側にゅううえいぶ - Chapitre 87 : ウエストミッション - Chapitre 88 : 知波単ファミレスに行く - Chapitre 89 : アヒル・ウォー - Chapitre 90 : 大凸マニア帝国 - Chapitre 91 : 凸魂！ - Chapitre 92 : ノリと勢いと突撃と - Chapitre 93 : 福田といのしし殿 - Chapitre 94 : これが私たちの戦車道                   |                                                                       |                  |                   |
| 7 | ガールズ＆パンツァー コミックアンソロジー SIDE:継続高校               | 2 août 2016      | 978-4-7580-0903-4 |
| Liste des chapitres : - Chapitre 95 : 風にのせて - Chapitre 96 : くらし継がれて - Chapitre 97 : 継ぎはぎ旅程 - Chapitre 98 : 秘密の二重奏 - Chapitre 99 : 人生はサバイバル - Chapitre 100 : 走り屋 - Chapitre 101 : さすらいの訪問者？ - Chapitre 102 : 継続チーム買い物に行く - Chapitre 103 : ミルスキヤミルスキ - Chapitre 104 : それは熱が起こすもの - Chapitre 105 : サウナ・ウォー - Chapitre 106 : ひねくれ谷のカンテレガール - Chapitre 107 : となりの隊長は立派に見える - Chapitre 108 : プラウダとわくわく音楽会 - Chapitre 109 : 継続マート営業中！ - Chapitre 110 :                                                          |                                                                       |                  |                   |
| 8 | ガールズ＆パンツァー コミックアンソロジー SIDE:大学選抜               | 18 février 2017  | 978-4-7580-0930-0 |
| Liste des chapitres : - Chapitre 111 : 愛里寿inボコミュージアム - Chapitre 112 : 島田流おねだり術！ - Chapitre 113 : 愛里寿とお茶会 - Chapitre 114 : カール不要論 - Chapitre 115 : メグミ先輩のxx指南 - Chapitre 116 : - Chapitre 117 : 愛里寿・ウォーin黒森峰 - Chapitre 118 : 愛里寿とアズミの一日 - Chapitre 119 : 超極限!! 島田愛里寿は厳寒の無人島にボコられ熊を見た!! - Chapitre 120 : アリス・イン・ワンダーランド - Chapitre 121 : ※用法、容量を守って楽しく飲みましょう - Chapitre 122 : おとなかいぎ - Chapitre 123 : バスタイム・ウォー！ - Chapitre 124 : 天才じゃないニ人。 - Chapitre 125 : ボコ道 - Chapitre 126 : ココロ |                                                                       |                  |                   |
| 9 | ガールズ＆パンツァー コミックアンソロジー SIDE:BC自由学園             | 31 janvier 2020  | 978-4-7580-2083-1 |
| Liste des chapitres : - Chapitre 127 : ふたりはなかよし!? - Chapitre 128 : 安藤くんは密かに思っていることがある - Chapitre 129 : 水と油のおもてなし - Chapitre 130 : BC一万年自由学園 - Chapitre 131 : 仲よしハンドカフス - Chapitre 132 : 招待の理由 - Chapitre 133 : マリマリコロリン - Chapitre 134 : 手作りケーキに挑戦です！ - Chapitre 135 : 名馬に癖あり - Chapitre 136 : - Chapitre 137 : 憂鬱なりしマリー様 - Chapitre 138 : - Chapitre 139 : ボコボコDEショー - Chapitre 140 : 大洗探索 - Chapitre 141 : お嬢様・ウォー！ - Chapitre 142 : マリー様の優雅なお誘い？                                                            |                                                                       |                  |                   |

### Girls und Panzer: 4-koma Comic Anthology
| no | japonais                                       | japonais         | japonais          |
| no | Titre                                          | Date de sortie   | ISBN              |
| --- | ---------------------------------------------- | ---------------- | ----------------- |
| 1 | ガールズ＆パンツァー 4コマアンソロジーコミック | 21 novembre 2015 | 978-4-0406-7845-0 |
| Liste des chapitres : - Chapitre 1 : 麻子日記です！ - Chapitre 2 : ガルパン白書 - Chapitre 3 : ボコられクマShooting Ver. - Chapitre 4 : - Chapitre 5 : みほちゃんチーム只今見参!! - Chapitre 6 : 強くなりたいっ！ - Chapitre 7 : ガールズアンドパーティー♪ - Chapitre 8 : 乙女と紅茶と戦車道 - Chapitre 9 : 女子カイ談 - Chapitre 10 : クリスマスに向けて作戦会議です！ - Chapitre 11 : ロボロボ作戦です - Chapitre 12 : 女子道！ - Chapitre 13 : 雪山おばけ - Chapitre 14 : 戦車は敷くモノ被るモノ!? - Chapitre 15 : - Chapitre 16 : 麻子チャンネル！ |                                                |                  |                   |

### Saga of Pravda
| no | Japonais         | Japonais          |
| no | Date de sortie   | ISBN              |
| --- | ---------------- | ----------------- |
| 1 | 23 janvier 2019  | 978-4-0406-5273-3 |
| Liste des chapitres : - Chapitre 1 : 邂逅 - Chapitre 2 : 策謀 - Chapitre 3 : 腐敗 - Chapitre 4 : 疾風 - Chapitre 5 : 疾風                            |                  |                   |
| 2 | 23 août 2019     | 978-4-0406-5889-6 |
| Liste des chapitres : - Chapitre 16 : GOGO！サンダース！ - Chapitre 17 : - Chapitre 18 : - Chapitre 19 : 学食品評会です！ - Chapitre 20 : 潜入大作戦 |                  |                   |
| 3 | 23 avril 2020    | 978-4-0406-4336-6 |
| Liste des chapitres : - Chapitre 11 : 怪物 - Chapitre 12 : 姉妹 - Chapitre 13 : 静養 - Chapitre 14 : 準備 - Chapitre 15 : 出陣                       |                  |                   |
| 4 | 20 février 2021  | 978-4-0468-0050-3 |
| Liste des chapitres : - Chapitre 16 : 開幕 - Chapitre 17 : 矜持 - Chapitre 18 : 幕間 - Chapitre 19 : 覚醒 - Chapitre 20 : 覚醒                       |                  |                   |
| 5 | 22 décembre 2021 | 978-4-0468-0665-9 |
| Liste des chapitres : - Chapitre 21 : 災害 - Chapitre 22 : 意地 - Chapitre 23 : 決着 - Chapitre final : 明日                                         |                  |                   |

### The Fir Tree and the Iron-Winged Witch
| no | Japonais                                     | Japonais        | Japonais      |
| no | Titre                                        | Date de sortie  | ISBN          |
| -- | -------------------------------------------- | --------------- | ------------- |
| 1  | ガールズ＆パンツァー 樅の木と鉄の羽の魔女 上 | 21 février 2020 | 9784040654263 |
| 2  | ガールズ＆パンツァー 樅の木と鉄の羽の魔女 下 | 23 juillet 2023 | 9784046804198 |

### Girls & Panzer: Saishuushou - Keizoku Koukou Harapeko Shokujidou
Il s'agit d’un manga gastronomique avec les filles du lycée Continuation comme protagonistes. Il a été publié en série dans « Monthly Denpre Comics (Dengeki PlayStation) » du numéro 24 (vol.670 appendix) au numéro 40 (vol.686 appendix).
| no | Japonais                                           | Japonais       | Japonais          |
| no | Titre                                              | Date de sortie | ISBN              |
| -- | -------------------------------------------------- | -------------- | ----------------- |
| 1  | ガールズ＆パンツァー 最終章 継続高校はらぺこ食事道 | 10 juin 2019   | 978-4-04-912497-2 |
| 2  | ガールズ＆パンツァー 最終章 継続高校はらぺこ食事道 | 27 juin 2020   | 978-4-04-913175-8 |

### Avanti! Anzio Koukou
| no | Japonais                                           | Japonais         | Japonais          |
| no | Titre                                              | Date de sortie   | ISBN              |
| -- | -------------------------------------------------- | ---------------- | ----------------- |
| 1  | ガールズ&パンツァー アバンティ！ アンツィオ高校 1  | 9 septembre 2019 | 978-4-0491-2657-0 |
| 2  | ガールズ＆パンツァー アバンティ！ アンツィオ高校 2 | 4 septembre 2020 | 978-4-0491-3148-2 |
| 3  | ガールズ＆パンツァー アバンティ！ アンツィオ高校 3 | 6 septembre 2021 | 978-4-0491-3702-6 |

### Girls und Panzer: Tankery Recommendation
| no | Japonais         | Japonais          |
| no | Date de sortie   | ISBN              |
| --- | ---------------- | ----------------- |
| 1 | 23 février 2017  | 978-4-0406-9021-6 |
| Liste des chapitres : - Chapitre 1 : 敢闘戦車・IV号戦車を強化します！ - Chapitre 2 : 双子戦車・M3中戦車リー！妹を探索します!! - Chapitre 3 : 傑作車輌・III号突撃砲！同じ突撃砲と激突します!! - Chapitre 4 : チェコ製優良戦車・38(t)！自走砲に改造します!! - Chapitre 5 : 鉄獅子・八九式中戦車！日ソ対決します!! - Chapitre 6 : 鉄壁重戦車・ルノーB1bis！大洗女子学園を護ります!!                                                                                                  |                  |                   |
| 2 | 22 novembre 2017 | 978-4-0406-9468-9 |
| Liste des chapitres : - Chapitre 7 : 未完の大器車輌・三式中戦車！戦車ゲームで活躍します!! - Chapitre 8 : ハイブリッド車輌・ポルシェティーガー重戦車！チューンナップします!! - Chapitre 9 : 気難し屋の灰色熊・IV号突撃戦車ブルムベア！幻のボコをGETします!! - Chapitre 10 : 水陸両用車輌・LVT(A)-1！ワニワニパニックです!! - Chapitre 11 : 超弩級重戦車ラーテ！ミステリーハンター活動します!! - Chapitre 12 : 豆戦車カーテン・ロイド！農業革命です!!                               |                  |                   |
| 3 | 23 mai 2018      | 978-4-0406-9876-2 |
| Liste des chapitres : - Chapitre 13 : オープントップ自走砲大集結！禁断のお風呂で戦車道大会です!! - Chapitre 14 : 多砲塔超重戦車オイ！恋する模型道にチャレンジします!! - Chapitre 15 : 謎の戦車・アヒルのお化け!? レーゼイ探偵の事件簿です!! - Chapitre 16 : アヒルちゃん戦車AMX40！イリュージョン・パーティーです!! - Chapitre 17 : 快速軽戦車AMX ELC bis！栄光の大洗24時間戦車道です!! - Chapitre 18 : 史上初のドイツ車輌・A7V突撃戦車！魔廿の森でお宝探しです!!                 |                  |                   |
| 4 | 21 novembre 2018 | 978-4-0406-5346-4 |
| Liste des chapitres : * Chapitre 19 : 不屈重戦車TOGII！紅茶の国の愛里寿です！ - Chapitre 20 : 新車輌発掘!? 栄養科の美食革命です!! - Chapitre 21 : 円盤車輌・オブイェークト279vs.伝説の沈没船・うつろ母！睦海争奪戦です!! - Chapitre 22 : ベストセラー車輌・M4シャーマン中戦車！プロパガンダ映画を撮影します!! - Chapitre 23 : 快速戦車CV33！アンツィオ高校、黒森峰女学園でパジャマパーティーです!! - Chapitre 24 : 以心伝心車輌・九五式軽戦車！ちびっ子戦車道で勇気りんりんです!! |                  |                   |
| 5 | 22 juin 2019     | 978-4-0406-5773-8 |
| Liste des chapitres : * Chapitre 25 : 王者の車輌ティーガーI！秋の紅白オールスター戦車道大会です!! - Chapitre 26 : 重装甲歩兵戦車・チャーチルMk.VII！女王陛下への優雅な挑戦状です!! - Chapitre 27 : 鬼戦車T-34/85中戦車！猛獣殺しIS-2重戦車亡ガチンコTAGバトルです!! - Chapitre 28 : 魔改造車輌・BT-42突撃砲！海賊亡一緒に大会香戦します!! - Chapitre 29 : 第一世代MBT・A41センチュリオン！愛里寿ちゃん亡再会です!! - Chapitre final : 完全決着！これがみんなの戦車道です!!        |                  |                   |

### Girls und Panzer: 4-koma Panzer Vor!
| no | Japonais          | Japonais          |
| no | Date de sortie    | ISBN              |
| -- | ----------------- | ----------------- |
| 1  | 28 septembre 2018 | 978-4-0560-7136-8 |

### Girls und Panzer: Gekiga
| no | Japonais       | Japonais          |
| no | Date de sortie | ISBN              |
| --- | -------------- | ----------------- |
| 1 | 26 mars 2021   | 978-4-0914-3296-4 |
| Liste des chapitres : * Chapitre 1 : これってガルパンじゃないです! - Chapitre 2 : メチャ寒いです! - Chapitre 3 : 戦車の歴史です! - Chapitre 4 : 砲兵道、始めます! - Chapitre 5 : 臨時講習です! - Chapitre 6 : 照準の授業です! - Chapitre 7 : T-34/85の基本訓練です! - Chapitre 8 : バウアー大尉の指導です! - Chapitre 9 : 分校を建てるんです! - Chapitre 10 : 大洗のためにです! - Chapitre 11 : 強制労働キャンプです! - Chapitre final : 史上最大の作戦です! |                |                   |

## Light novel
Une adaptation en light novel, écrite par Yuu Hibiki et illustrée par Fumikane Shimada et Shin Kyougoku, a été publiée par Media Factory au Japon. Il suit l’histoire établie par l'anime du point de vue de Saori Takebe. Le light novel a été publié en trois volumes. Le premier est sorti le 22 novembre 2012, le deuxième le 25 février 2013 et le troisième le 25 juin 2013.
| no | Japonais         | Japonais          |
| no | Date de sortie   | ISBN              |
| --- | ---------------- | ----------------- |
| 1 | 22 novembre 2012 | 978-4-0406-8398-0 |
| Liste des chapitres : - Prologue : 戦車道でモテモテ、だよ！ - Chapitre 1 : イケメン教官、じゃないじゃん！ - Chapitre 2 : 戦車って、なんかすごいよ！ - Chapitre 3 : 仲間と一緒、だよ！ - Chapitre 4 : 練習試合開始、だよ！ - Chapitre 5 : あんこう踊りは......想像もしたくないよ！ - Chapitre 6 : ついに一回戦、だよ！ - Chapitre 7 : 情報戦だよ！ - Chapitre final : エピローグ 私のモテ生活はどこ、だよ！ |                  |                   |
| 2 | 25 février 2013  | 978-4-0406-8399-7 |
| Liste des chapitres : - Prologue : 二回戦はアンツィオだよ！ - Chapitre 1 : 勝者もいれば、敗者もいるよ......。 - Chapitre 2 : そんな大事なこと、なんで私に!? - Chapitre 3 : 強敵！プラウダの罠、だよ！ - Chapitre 4 : 一ついに言っちゃった。 - Chapitre 5 : 私も、努力しないとねっ。 - Chapitre 6 : やるだけのことはやった、よ？ - Épilogue : みんなでゲンをカツごうよ！                                    |                  |                   |
| 3 | 25 juin 2013     | 978-4-0406-8380-5 |
| Liste des chapitres : - Prologue : お休みなさーい。 - Chapitre 1 : 助けてください、秋山さん！ - Chapitre 2 : 黒い雛菊に、感謝いたします。 - Chapitre 3 : 早く寝たいと思っているが......。 - Chapitre 4 : 約束だぞ、ソド子〜！ - Chapitre 5 : 強いよ！怖いよ！黒森峰 - Chapitre 6 : 私たちの戦車道......だよ！ - Épilogue : 白無垢の戦士、のはずじゃないの!?                                                |                  |                   |

## Autres publications

### Actung Girls und Panzer
| no | Japonais                                                                            | Japonais        | Japonais          |
| no | Titre                                                                               | Date de sortie  | ISBN              |
| -- | ----------------------------------------------------------------------------------- | --------------- | ----------------- |
| 1  | アハトゥンク・ガールズ&パンツァー                                                   | 15 mai 2013     | 978-4-4992-3110-7 |
| 2  | アハトゥンク・ガールズ&パンツァー2: OVA「これが本当のアンツィオ戦です！」&劇場版 編 | 31 mai 2016     | 978-4-4992-3186-2 |
| 3  | アハトゥンク・ガールズ＆パンツァー3:『最終章』第1話～第3話編                        | 17 février 2022 | 978-4-4992-3323-1 |

### Girls und Panzer Modeling Book
| no | Japonais                                                 | Japonais        | Japonais          |
| no | Titre                                                    | Date de sortie  | ISBN              |
| -- | -------------------------------------------------------- | --------------- | ----------------- |
| 1  | ガールズ&パンツァー モデリングブック IV号戦車D型&38(t)編 | 26 juin 2013    | 978-4-4992-3111-4 |
| 2  | ガールズ&パンツァーモデリングブック2                     | 4 novembre 2014 | 978-4-4992-3147-3 |

### Ōarai Garupan Travel Guide
| no | Japonais                                                  | Japonais         | Japonais          |
| no | Titre                                                     | Date de sortie   | ISBN              |
| -- | --------------------------------------------------------- | ---------------- | ----------------- |
| 1  | 大洗ガルパン・トラベル・ガイド ~ガルパン聖地巡礼の手引き~ | 15 novembre 2013 | 978-4-3312-5287-1 |
| 2  | 大洗フィーベル 大洗ガルパン・トラベル・ガイド2            | 28 novembre 2015 | 978-4-3318-0318-9 |
| 3  | 大洗フィーベル・NEU 大洗ガルパン・トラベル・ガイド3       | 23 mars 2018     | 978-4-3318-0389-9 |
| 4  | 大洗フィーベルNEU 2.0 大洗ガルパン・トラベル・ガイド4     | 3 septembre 2019 | 978-4-3318-0426-1 |

### Monthly Tankery

#### Numéros spéciaux
| no | Japonais         | Japonais |
| no | Date de sortie   | ISBN     |
| -- | ---------------- | -------- |
| 1  | 21 février 2014  |          |
| 2  | 25 avril 2014    |          |
| 3  | 20 juin 2014     |          |
| 4  | 27 août 2014     |          |
| 5  | 29 octobre 2014  |          |
|    | 18 décembre 2014 |          |

#### Numéros supplémentaires
| no | Japonais                                       | Japonais          | Japonais |
| no | Titre                                          | Date de sortie    | ISBN     |
| -- | ---------------------------------------------- | ----------------- | -------- |
| 1  | 月刊戦車道 別冊 ガルパン入門                   | 27 septembre 2017 |          |
| 2  | 月刊戦車道 別冊 ガルパンマニアックス           | 24 novembre 2017  |          |
| 3  | 月刊戦車道 別冊 戦車道学習帳                   | 25 mars 2019      |          |
| 4  | 月刊戦車道 別冊 第41回冬季無限軌道杯 大特集号  | 7 mai 2020        |          |
| 5  | 月刊戦車道 別冊 第41回冬季無限軌道杯 大特集号2 | 25 mars 2022      |          |

### Encyclopedia of Girls und Panzer
| no | Japonais                                        | Japonais       | Japonais          |
| no | Titre                                           | Date de sortie | ISBN              |
| -- | ----------------------------------------------- | -------------- | ----------------- |
| 1  | ガールズ&パンツァー エンサイクロペディア        | 1 août 2014    | 978-4-7580-1335-2 |
| 2  | 改訂版 ガールズ&パンツァー エンサイクロペディア | 2 août 2016    | 978-4-7580-1502-8 |

### Rurubu Girls und Panzer
| no | Japonais                                 | Japonais        | Japonais          |
| no | Titre                                    | Date de sortie  | ISBN              |
| -- | ---------------------------------------- | --------------- | ----------------- |
| 1  | るるぶ ガールズ＆パンツァー              | 10 juillet 2015 | 978-4-5331-0534-0 |
| 2  | るるぶ ガールズ＆パンツァー 最新版です！ | 6 juillet 2018  | 978-4-5331-2767-0 |

### Girls und Panzer: Senshado no Yokomichi
| no | Japonais         | Japonais          |
| no | Date de sortie   | ISBN              |
| --- | ---------------- | ----------------- |
| 1 | 25 décembre 2015 | 978-4-0486-5559-0 |
| Liste des chapitres : - Chapitre 1 : カチューシャ＆ノンナ - Chapitre 2 : アンツィオ高校 - Chapitre 3 : ダージリン＆アッサム＆オレンジペコ - Chapitre 4 : みほ＆まほ - Chapitre 5 : あんこうチーム - Chapitre 6 : みほ＆杏 - Chapitre 7 : 優花里＆カエサル＆エルヴィン - Chapitre 8 : 沙織＆あや＆優季 - Chapitre 9 : 華＆柚子＆桃 - Chapitre 10 : 麻子＆みどり子 - Chapitre 11 : 沙織＆華 - Chapitre 12 : 沙織＆麻子 - Chapitre 13 : みほ＆優花里 - Chapitre 14 : みほ＆華＆アヒルさんチーム - Chapitre 15 : 麻子＆紗希＆桂利奈 - Chapitre 16 : ねこにゃー＆沙織＆優花里 - Chapitre 17 : みほ＆ダージリン＆オレンジペコ - Chapitre 18 : みほ＆まほ＆ケイ - Chapitre 19 : みほ＆アンチョビ＆カチューシャ - Chapitre 20 : みほ＆絹代＆優花里＆麻子 - Chapitre 21 : あんこうチーム                                         |                  |                   |
| 2 | 30 mars 2020     | 978-4-0491-3092-8 |
| Liste des chapitres : - Chapitre 1 : あんこうチームの生徒会 - Chapitre 2 : 甘くて苦い英色外交 - Chapitre 3 : 船底の愉快なヤッラ - Chapitre 4 : ローリング・サンダース！ - Chapitre 5 : 小麦色グラフィティ - Chapitre 6 : 水入らずのスプラッシュ - Chapitre 7 : 戦車道姉妹の挟撃祭り - Chapitre 8 : 小さな暴君・潜入作戦 - Chapitre 9 : マジカル・アリスがボッコボコ！ - Chapitre 10 : ラスティング・クリスマス - Chapitre 11 : 日英新春絵巻 - Chapitre 12 : 船底から愛をこめて！？ - Chapitre 13 : 西住流医療術！？ - Chapitre 14 : 桜の下のスパイたち - Chapitre 15 : ゆる〜く野営訓練です！ - Chapitre 16 : マリー様の首飾り事件 - Chapitre 17 : 最速のティータイム - Chapitre 18 : ボコガールズ in Summer - Chapitre 19 : お母様たち娘たち - Chapitre 20 : ゆでだこアンチョビ風味 - Chapitre 21 : 大洗名物・隊長鍋！ |                  |                   |

### Girls und Panzer Walker
| no | Japonais        | Japonais          |
| no | Date de sortie  | ISBN              |
| -- | --------------- | ----------------- |
| 1  | 30 juillet 2016 | 978-4-0489-5539-3 |
| 2  | 10 mai 2018     | 978-4-0489-6242-1 |